# Damaskering (heraldik)

Sköld delad i blått och guld, i det övre fältet två stjärnor av nämnda metall.
Damaskering med arabesker syns här i det undre fältet i vapnet för den tyska staden Michelstadt. Även konturlinjerna mot mitten av stjärnorna i det övre fältet är konstnärens val, som inte framgår av vapnets blasonering.

Damaskering är en heraldisk term som innebär konstnärlig variation av ett sköldfälts utseende, men ej dess innehåll, i framställningen av ett heraldiskt vapen.
Fältet förses med ett prydande och i regel mycket sirligt och findetaljerat mönster. Till utseendet kan mönstret påminna om smideskonstens damaskering. Mönstret är inte sällan av arabesk- eller ruttyp. Vanliga typer av damaskeringar är svart mönster på icke svarta fält, färgat mönster i samma färg men annan nyans än fältets samt metallmönster på färgade fält. En damaskering omnämns aldrig i en blasonering eftersom den enbart är ett sätt för konstnären att göra ett fält mer livfullt eller avvikande i en specifik vapenframställning. Damaskeringen bör inte dominera framställningen eller göra vapnet svårtolkat, eftersom det strider mot heraldikens tydlighetsprincip.